# Wheatland (Dacota do Norte)
Wheatland é uma Região censo-designada localizada no estado norte-americano de Dakota do Norte, no Condado de Cass.

## Demografia
Segundo o censo norte-americano de 2000, a sua população era de 60 habitantes.

## Geografia
De acordo com o United States Census Bureau tem uma área de
10,3 km², dos quais 10,3 km² cobertos por terra e 0,0 km² cobertos por água. Wheatland localiza-se a aproximadamente 301 m acima do nível do mar.

## Localidades na vizinhança
O diagrama seguinte representa as localidades num raio de 24 km ao redor de Wheatland.